# Rayger Károly (orvos, 1675–1731)
Rayger Károly (Pozsony, 1675 – Pozsony, 1731. február 5.) orvosdoktor. Rayger Károly orvos fia.

## Életpályája
Rayger Károly orvos és Bohaim Judit Katalin fiaként született. 1693-tól az altdorfi egyetemen tanult három évig, azután orvosi ismereteit Olaszországban és Belgiumban gyarapította, majd 1698-ban Altdorfban nyert orvosdoktori oklevelet. Visszatérve hazájába orvosi gyakorlatot folytatott, több főúrnak, így Pálffy Miklós nádornak is háziorvosa volt. A Komárom mellett Ószőnyben 1701. október 26-án született kettős torzokat, Gófitz Ilonát és Juditot, akik 1723. február 13-án haltak meg, ismertette Rayger hátrahagyott irataiból 1757-ben Torkos Justus János főorvos a Philosophical Transactions című folyóiratban.

## Munkái
- Exercitatio Anatomico-Physiologica De Fluidorum Catholicorum foetus motu, Qvam Praeside Joh. Mauricio Hoffmanno... Publicae Ventilationi In Alma Noricorum Vniversitate Altdorffina Ad d. XXIV. Apr. A.C.M.DC.XCV exponet. Altdorf.
- Dissertatio Inauguralis Medica De Labrosulcio seu Cheilocace, Qvam Sub Divini Numinis Praesidio Consensu et Autoritate... in Incluta Norimbergensium Universitate Altdorffina Pro Licentia Summos In Arte Medica Honores Et Privilegia Doctoralis Rite Consequendi, Publico et Solenni Eruditorum Examini subjiciet... ad diem 28. Martii, A. C. M.DC.XCVIII. Uo.